# Medinilla musofo
Medinilla musofo är en tvåhjärtbladig växtart som beskrevs av Karl Moritz Schumann och Carl Karl Adolf Georg Lauterbach. Medinilla musofo ingår i släktet Medinilla och familjen Melastomataceae. Inga underarter finns listade i Catalogue of Life.